# Ełk (Osada)
Die Osada Ełk ist ein kleiner Ort in der polnischen Woiwodschaft Ermland-Masuren, der zur Gmina Ełk (Landgemeinde Lyck) im Powiat Ełcki (Kreis Lyck) gehört.

## Geographische Lage
Die Osada Ełk liegt im Osten der Woiwodschaft Ermland-Masuren am Nordufer des Lyck-Sees (polnisch Jezioro Ełckie) am südwestlichen Rand der Kreisstadt Ełk (Lyck).

## Geschichte
Über eine historische Entwicklung des Osada Ełk vor 1945 oder eine deutsche Bezeichnung liegen keine Belege vor. Der Ort ist eine Ansiedlung von Wohn- und Landwirtschaftsgebäuden und war bis 1993 ein staatlich landwirtschaftlicher Betrieb (polnisch Państwowe gospodarstwo rolne – PGR). Die genau Bezeichnung lautete: Państwowy Ośrodek Hodowli Zarodowej Ełk, die bis 1993 auch den Ortsnamen bestimmte: „Ełk POHZ“.
Mit ministerieller Verfügung vom 30. März 1993 wurde der Betrieb in Ośrodek Hodowli Zarodowej Skarbu Państwa Ełk verändert. Die Ansiedlung ist heute Sitz eines eigenen Schulzenamtes (polnisch Sołectwo) innerhalb der Gmina Ełk im Powiat Ełcki, bis 1998 der Woiwodschaft Suwałki, seither der Woiwodschaft Ermland-Masuren zugehörig.

## Religionen
Kirchlich ist die Osada Ełk sowohl evangelischer- als auch katholischerseits zur Kreisstadt Ełk hin orientiert.

## Verkehr
Die Osada Ełk liegt an einer Nebenstraße, die von den Stadt Ełk über Chruściele (Chrosczellen, 1933–1945 Kreuzfelde) nach Szarejki (Sareyken, 1938–1945 Sareiken) führt. Die nächste Bahnstation ist der Hauptbahnhof in Ełk an der Bahnstrecke Korsze–Białystok.